# Baldies
Baldies (Japans: ボールディランド) is een computerspel dat werd ontwikkeld door Creative Edge Software en uitgegeven door Atari Corporation. Het spel kwam in 1995 uit voor de Atari Jaguar. Later volgde releases voor andere homecomputers. Het spel speelt als een realtime strategiespel. Met een aantal baldies moet de speler een stad bouwen. Er zijn vier soorten baldies, te weten: bouwers, wetenschappers, soldaten en boeren. Elk gebouw heeft zijn eigen unieke eigenschappen.

## Platforms
| Jaar | Platform                 |
| ---- | ------------------------ |
| 1995 | Jaguar                   |
| 1996 | DOS, Windows             |
| 1998 | PlayStation, SEGA Saturn |

## Ontvangst
| Beoordeeld door                 | Platform | Datum            | Score |
| ------------------------------- | -------- | ---------------- | ----- |
| Gamezilla                       | Windows  | 17 augustus 2000 | 93%   |
| Electronic Gaming Monthly (EGM) | Jaguar   | april 1996       | 85%   |
| Coming Soon Magazine            | Windows  | februari 1997    | 82%   |
| Computer Games Magazine         | Windows  | 1997             | 80%   |
| neXGam                          | Jaguar   | 2010             | 73%   |
| GameSpot                        | Windows  | 6 februari 1997  | 65%   |
| Adrenaline Vault, The (AVault)  | Windows  | 8 juli 1997      | 60%   |
| PC Gamer                        | Windows  | april 1997       | 55%   |
| Power Play                      | Windows  | februari 1997    | 53%   |
| The Video Game Critic           | Jaguar   | 3 oktober 2007   | 16%   |